# P'aang ok
Een p'aang ok of p'aang ngok is een huis op palen in Chinese stijl. Deze huizen vindt men vooral in de door Danjiabewoonde gebieden. 
Gebieden met veel p'aang oks:
- Hongkong-eiland
- Lantau
- Tai O (vooral in: Lei Yue Mun en Ma San Tsuen)

## Geschiedenis
De Danjias woonden vroeger alleen op boten. Om niet heen en weer te hoeven verhuizen met boten, besloten velen paalwoningen aan de kust van Hongkong of op het water te bouwen. In 2000, in de maand juli, zijn rond de honderd p'aang oks in Tai O verwoest door vuur. Snel daarna begon de wederopbouw. Na ongeveer een half jaar waren er weer huizen op de oude plek. Op 14 januari 2001 werd het eerste huis afgebouwd en officieel met rituelen geopend en kon men erin wonen.